# ماري ألين ويست
ماري ألين ويست (بالإنجليزية: Mary Allen West)‏ هي صحفية أمريكية، ولدت في 13 يوليو 1837 في غاليسبورغ في الولايات المتحدة، وتوفيت في 1892 في اليابان.